# Kyvor lékařský
Kyvor lékařský je kapradina čeledi sleziníkovité (Aspleniaceae). Lidově bývá označován jako "ceterák". V České republice je zařazen mezi kriticky ohrožené druhy rostlin a spadá tak pod ochranu zákona 114/92 Sb. O ochraně přírody a krajiny, do kategorie C1.

## Popis

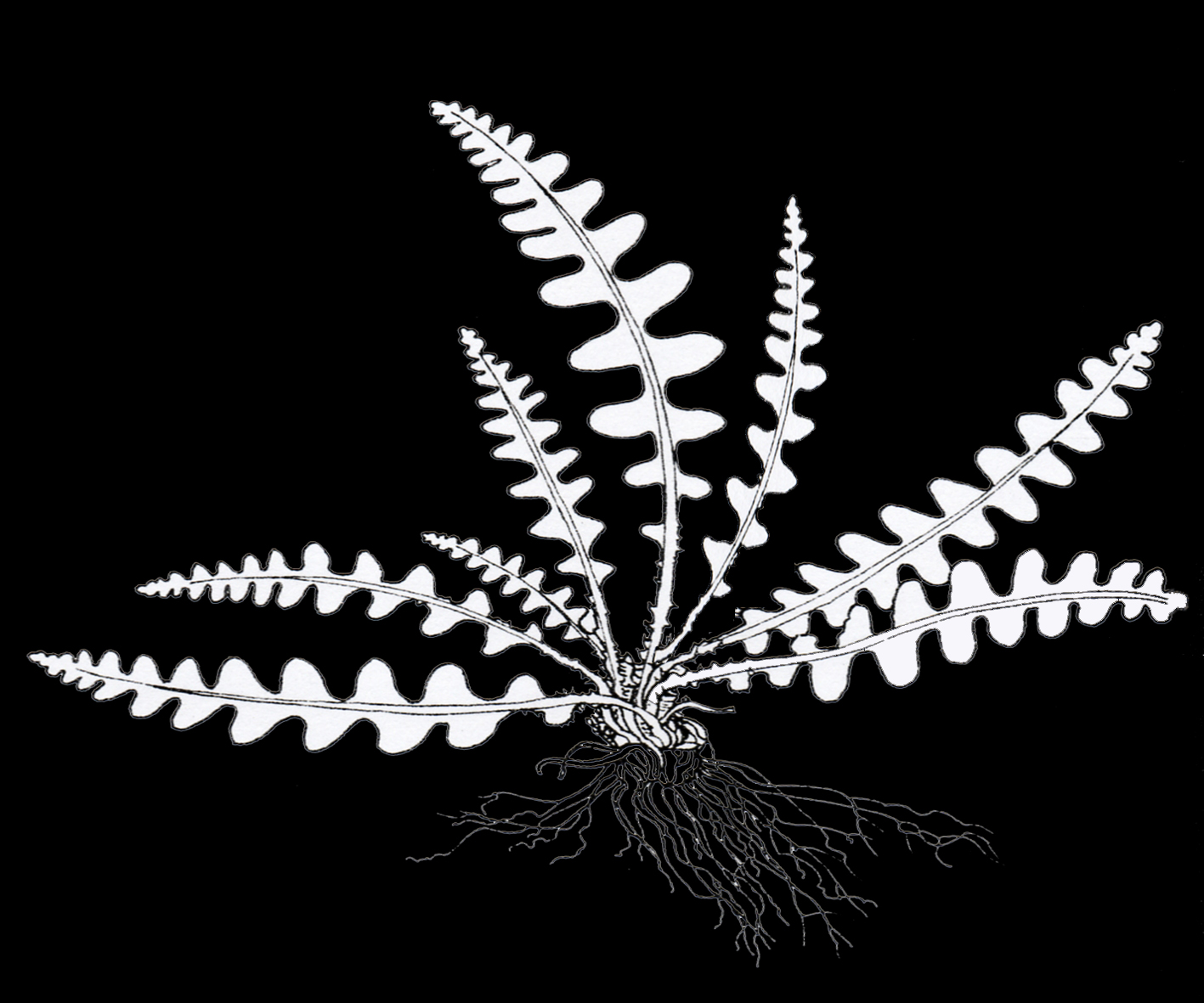

Kyvor lékařský je vytrvalá, drobná 5–25 cm vysoká, stálezelená kapradina, s krátkým oddenkem a se svazčitými černohnědými kořeny.
Listy vyrůstají rozložitě v trsu, jsou kožovité, peřenosečné (až zpeřené). Zůstávají zelené po celou zimu, na jaře jsou pak nahrazovány novou generací listů. Na svrchní straně mají šedozelenou barvu. Na spodní straně jsou listy hustě pokryté hnědými (až rezavými) šupinami – plevinami, které překrývají podlouhlé kupky výtrusnic. Za sucha se listy svinují tak, že se spodní strana listu vystavuje slunci a šupiny chrání rostlinu před ztrátou vody odpařováním a vyschnutím výtrusů.
Výtrusy jsou 40-50 µm dlouhé a jejich povrch je nepravidelně hrbolatý. Doba zralosti výtrusů se v literatuře přesně neshoduje. Kremer a Muhle (Průvodce přírodou, Ikar, 1998) uvádí jejich dozrávání od června do srpna, ale Václav Zelený (Rostliny středomoří, Academia 2005) uvádí dozrávání od května do července.

## Stanoviště
Kyvor lékařský nejčastěji nalezneme ve štěrbinách skal a na starém rozpraskaném zdivu. Vyskytuje se na mírně zastíněných a vlhkých místech, zvláště na bazických horninách. Díky dekorativnímu vzhledu bývá pěstován v zahradách jako skalnička.

## Rozšíření
Vyskytuje se převážně na západoevropských pobřežích a ve Středomoří. Roste také na Kavkaze a v západním Himálaji. Ve střední Evropě roste především v Porýní. Na území ČR se přirozeně vyskytuje jen vzácně a izolovaně. Můžeme ho nalézt ve středních, v jižních Čechách poblíž Chýnova a v severních Čechách poblíž Ústí nad Labem-Střekova. Na dalších lokalitách v ČR byl uměle vysazen. Dříve se hojně vyskytoval v okolí Řípu, Velkých Žernosek a Milešovky.